# Othryonée (précepteur)
Pour l’article homonyme, voir Othryonée.
Dans la mythologie grecque, Othryonée ou Othryoneus (en grec ancien Ὀθρυονεύς / Othruoneús) est le précepteur de Patrocle à Oponte.

## Étymologie
En grec ancien, Othryonée se nomme Ὀθρυονεύς / Othruoneús. L'étymologie de ce nom est complexe et incertaine.
Une origine proposée est ὄθρυν / óthrun, expliqué par Hésychios d'Alexandrie dans une glose comme le mot crétois pour ὄρος / óros (« montagne »), qui aurait notamment donné son nom au mont Othrys en Thessalie,,.

## Mythe
Othryonée apparait dans Les Joueurs d'osselets (en grec ancien Ἀστραγαλισταί / Astragalistaí), une tragédie perdue d'Alexandre d'Étolie (IIIe siècle av. J.-C.), citée par les scholies T à l'Iliade.
Il passe pour le précepteur de Patrocle dans sa ville natale d'Oponte. C'est dans sa demeure que le futur héros tue un jeune garçon, ce qui le force à s'exiler chez le roi Pélée,,.  
Pour William Abbott Oldfather (en), il s'agit d'une invention absurde de l'auteur hellénistique : il argue notamment que le terme de γραμματεύς / grammateús, employé pour Othryonée, est anachronique avec la réalité homérique et que la présence d'un personnage en lien avec le mont Othrys, en Thessalie, ne correspond pas à la localisation du récit, en Locride.  